# Oberholz (Much)
Oberholz ist ein Ortsteil der Gemeinde Much im nordrhein-westfälischen Rhein-Sieg-Kreis. 

## Lage
Oberholz liegt am Oberlauf des Werschbachs. Nachbarorte sind Wohlfarth im Nordwesten, Birrenbachshöhe im Südosten und Oberhausen im Süden. Oberholz ist über die Landesstraßen 224 und 352 erreichbar.

## Geschichte
Klein-Oberholz wurde 1487 erstmals urkundlich erwähnt.
Im Jahre 1816 betrug die Einwohnerzahl 17.
1901 wohnten in Klein-Oberholz 46 Einwohner. In dem Weiler waren die Haushalte Joh. Diebel, Joh. Peter Fedder, Josefa Funken, Gertrud, Johann, Joh. Peter, Maria und Martin Kraus sowie Joh. Justus, Joh. Wilhelm und Peter Josef Krauss und Wilhelm Söntgerath. Bis auf den Schneider Joh. Justus Krauss waren alle im Dorf Ackerer.
Gross-Oberholz war 1901 ein Weiler mit 16 Einwohnern. Hier lebten Ackerer Peter Franken, Schneider Martin Pick und die Ackererfamilien Christine, Heinrich Josef, Johann und Josefa Schmitz.